# Trichomanes steyermarkii
Trichomanes steyermarkii är en hinnbräkenväxtart som beskrevs av P. G. Windisch och A. R. Sm. Trichomanes steyermarkii ingår i släktet Trichomanes och familjen Hymenophyllaceae. Inga underarter finns listade.